# Szczawin Kościelny (Mazovië)
Szczawin Kościelny is een dorp in het Poolse woiwodschap Mazovië, in het district Gostyniński. De plaats maakt deel uit van de gemeente Szczawin Kościelny.